# جاي واينبرغ
جاي واينبرغ (بالإنجليزية: Jay Weinberg)‏ هو طبال وموسيقي أمريكي، ولد في 8 سبتمبر 1990 في بلدة ميدلتاون (نيو جيرسي) ‏ في الولايات المتحدة.

## وصلات خارجية
- الموقع الرسمي
- جاي واينبرغ على موقع ميوزك برينز (الإنجليزية)
- جاي واينبرغ على موقع ديسكوغز (الإنجليزية)